# Kanoko Goto
Kanoko Goto (* 23. August 1975 in Myokokogen) ist eine ehemalige japanische Skilangläuferin.

## Werdegang
Goto startete international erstmals bei der Winter-Universiade 1995 in Candanchú. Dort belegte sie den 11. Platz über 10 km klassisch und den vierten Rang über 15 km Freistil. Im folgenden Jahr errang sie bei den Winter-Asienspielen in Harbin den 12. Platz über 5 km klassisch und den achten Platz über 10 km Freistil. Bei der Winter-Universiade 1997 in Muju gewann sie die Silbermedaille mit der Staffel. Zudem kam sie dort auf den 21. Platz über 10 km klassisch und auf den 13. Rang über 15 km Freistil. Zwei Jahre später lief sie bei der Winter-Universiade in Štrbské Pleso auf den 14. Platz in der Verfolgung, auf den 11. Rang über 5 km klassisch und auf den neunten Platz über 15 km Freistil. In der Saison 1999/2000 holte sie mit dem 27. Platz im Sprint in Garmisch-Partenkirchen und Rang 24 im Sprint in Kitzbühel ihre ersten Weltcuppunkte und erreichte damit den 71. Platz im Gesamtweltcup. Auch in der folgenden Saison kam sie mit drei Platzierungen in den Punkterängen auf diese Gesamtplatzierung. Beim Saisonhöhepunkt, den nordischen Skiweltmeisterschaften 2001 in Lahti, belegte sie den 33. Platz in der Doppelverfolgung, den 31. Rang im Sprint und den 29. Platz über 10 km klassisch. Zudem errang sie dort zusammen mit Sumiko Yokoyama, Fumiko Aoki und Chizuru Soneta den 13. Platz in der Staffel. In ihrer letzten Saison 2001/02 erreichte sie in Asiago mit dem 18. Platz im Sprint ihre beste Einzelplatzierung im Weltcup und mit dem 68. Platz im Gesamtweltcup ihre beste Gesamtplatzierung. Bei den Olympischen Winterspielen im Februar 2002 in Salt Lake City kam sie auf den 38. Platz im Skiathlon, auf den 32. Rang über 10 km klassisch und auf den 27. Platz im 15-km-Massenstartrennen. Zudem wurde sie dort zusammen mit Madoka Natsumi, Nobuko Fukuda und Sumiko Yokoyama Zehnte in der Staffel.

## Erfolge

### Siege bei Continental-Cup-Rennen
| Nr. | Datum          | Ort     | Disziplin      | Serie           |
| --- | -------------- | ------- | -------------- | --------------- |
| 1.  | 8. Januar 2000 | Sapporo | 5 km klassisch | Continental-Cup |
| 2.  | 9. Januar 2000 | Sapporo | 10 km Freistil | Continental-Cup |
| 3.  | 8. März 2002   | Sapporo | 5 km klassisch | Continental-Cup |

### Weltcup-Gesamtplatzierungen
| Saison    | Gesamt | Gesamt | Sprint | Sprint |
| Saison    | Punkte | Platz  | Punkte | Platz  |
| --------- | ------ | ------ | ------ | ------ |
| 1999/2000 | 11     | 71.    | 11     | 51.    |
| 2000/01   | 23     | 71.    | 10     | 62.    |
| 2001/02   | 24     | 68.    | 13     | 52.    |